# Jugoslavija na Svetovnem prvenstvu v hokeju na ledu 1961
Jugoslavija je na Svetovnem prvenstvu v hokeju na ledu 1961 C, ki je potekalo med 3. in 11. marcem 1961 v Švici, s tremi zmagami in dvema porazoma osvojila tretje mesto.

## Postava
- Ciril Klinar, Franc Smolej, Albin Felc, Viktor Tišlar, Vinko Valentar, Viktor Ravnik, Dušan Brun, Jože Trebušak, Miroljub Đorđević, Mirko Holbus, Župančič,  Mijuškovič

## Tekme
| 3. marec 1961 | Jugoslavija | 12–3 | Južna Afrika | Lausanne |

| Poročilo tekme | Poročilo tekme                                                   | Poročilo tekme | Poročilo tekme | Poročilo tekme |
| -------------- | ---------------------------------------------------------------- | -------------- | -------------- | -------------- |
|                | Klinar 4, Smolej 2, Felc 2, Župančič, Tišlar, Đorđević, Trebušak | (4:0,3:1,5:2)  |                |                |

| 4. marec 1961 | Jugoslavija | 9–2 | Nizozemska | Ženeva |

| Poročilo tekme | Poročilo tekme                                                   | Poročilo tekme | Poročilo tekme | Poročilo tekme |
| -------------- | ---------------------------------------------------------------- | -------------- | -------------- | -------------- |
|                | Trebušak 2, Holbus, Smolej, Klinar, Tišlar, Valentar, Felc, Brun | (4:0,3:2,2:0)  |                |                |

| 6. marec 1961 | Romunija | 12–1 | Jugoslavija | Lausanne |

| Poročilo tekme | Poročilo tekme | Poročilo tekme | Poročilo tekme | Poročilo tekme |
| -------------- | -------------- | -------------- | -------------- | -------------- |
|                |                | (2:0,4:1,6:0)  | Tišlar         |                |

| 8. marec 1961 | Jugoslavija | 10–2 | Belgija | Ženeva |

| Poročilo tekme | Poročilo tekme                                                           | Poročilo tekme | Poročilo tekme | Poročilo tekme |
| -------------- | ------------------------------------------------------------------------ | -------------- | -------------- | -------------- |
|                | Klinar 2, Župančič 2, Smolej, Felc, Valentar, Ravnik, Mijuškovič, Tišlar | (2:0,5:1,3:1)  |                |                |

| 9. marec 1961 | Francija | 3–2 | Jugoslavija | Lausanne |

| Poročilo tekme | Poročilo tekme | Poročilo tekme | Poročilo tekme   | Poročilo tekme |
| -------------- | -------------- | -------------- | ---------------- | -------------- |
|                |                | (1:0,0:1,2:1)  | Valentar, Tišlar |                |

## Najboljši reprezentančni strelci
1. Ciril Klinar - 7 golov
2. Viktor Tišlar - 5 golov
3. Franc Smolej - 4 goli
4. Albin Felc - 4 goli
5. Jože Trebušak - 3 goli
6. Župančič - 3 goli